# Torrelameu
Torrelameu là một đô thị trong tỉnh Lérida, cộng đồng tự trị Cataluña Tây Ban Nha. Đô thị Torrelameu có diện tích là 10,81 ki-lô-mét vuông, dân số năm 2009 là 690 người với mật độ 63,83 người/km². Đô thị Torrelameu có cự ly 14 km so với tỉnh lỵ Lérida.